# 6,9 pe scara Richter
6,9 pe Scara Richter este un film românesc din 2016 regizat de Nae Caranfil. Rolurile principale au fost interpretate de actorii Teodor Corban, Lauențiu Bănescu, Ionuț Grama, Ovidiu Niculescu.

## Distribuție
Distribuția filmului este alcătuită din:
- Adrian Văncică — Robert
- George Constantinescu — Șoferul de taxi
- Alexandru Papadopol — Relu
- Marius Drogeanu — Soțul
- Gelu Colceag — Regizorul
- Constantin Florescu — John
- Corina Borș — Fata de la restaurant
- Maria Obretin — Kitty
- Ionuț Vișan — Tânăr 2
- Cristina Florea — Balerina
- Alexandru Doru Spătaru
- Eduard Cîrlan — Chelnerul
- Ionuț Grama — Doctorul
- Miruna Bilei — Lorena
- Alina Berzunțeanu — Actrița
- Maria Simona Arsu — Bambi
- Cristian Vlad Fiu — Corneluș
- Lucian Ifrim — Directorul teatrului
- Teodor Corban — Tatăl
- Radu Bânzaru — Psihologul
- Barna Bálint — Dansatorul
- Ovidiu Niculescu — Hades
- Andras Demeter — Asistentul
- Camelia Zorlescu — Vecina bătrână
- Lia Sinchievici — Înotătoarea
- Laurențiu Bănescu — Tony
- Lari Giorgescu — dansator